# Pia Wurtzbach
Pia Alonzo Wurtzbach, född 24 september 1989  i Stuttgart, Baden-Württemberg, Västtyskland, är en filippinsk-tysk skådespelerska, fotomodell och vinnare av skönhetstävlingen Miss Universum 2015.
Wurtzbach föddes i Västtyskland och har en tysk far och en filippinsk mor. Familjen flyttade tidigt till Filippinerna där de bosatte sig i staden Iligan. Wurtzbach talar flytande cebuano, engelska och tagalog och bitvis tyska. Wurtzbach har medverkat i TV-serier som K2BU, ASAP, Your Song, Bora och dramaserien Sa Piling Mo. Hon har även medverkat i filmer som Kung Ako Na Lang Sana (2003), All My Life (2004) och All About Love (2006). Wurtzbach har medverkat i Fröken Filippinerna-tävlingen tre gånger och vann på sista försöket då hon utsågs till Fröken Filippinerna. Hon fick då chansen att tävla i skönhetstävlingen Miss Universum. Hon tävlade under finalen som hölls den 20 december 2015 i Las Vegas och tog sig till finalen, där det stod mellan henne och Fröken Colombia. Då programledaren Steve Harvey skulle tillkännage vinnaren sade han först fel namn. Under flera minuter trodde Fröken Colombia Ariadna Gutiérrez att hon hade vunnit, innan felsägningen uppmärksammades och Wurtzbach tillkännagavs vara den rätta vinnaren. Wurtzbach blev därmed den tredje filippinska vinnaren, efter Gloria Diaz 1969 och Margarita Moran 1973. 
I februari 2016 var Wurtzbach programledare för det amerikanska TV-programmet Inside Editions intervjuer inför finalen av Super Bowl 50 i San Francisco.

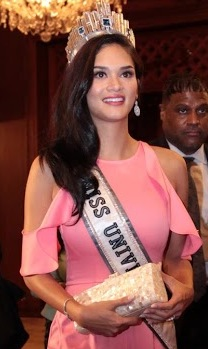
Pia Wurtzbach på väg till ett möte med Filippinernas president i juli 2016.
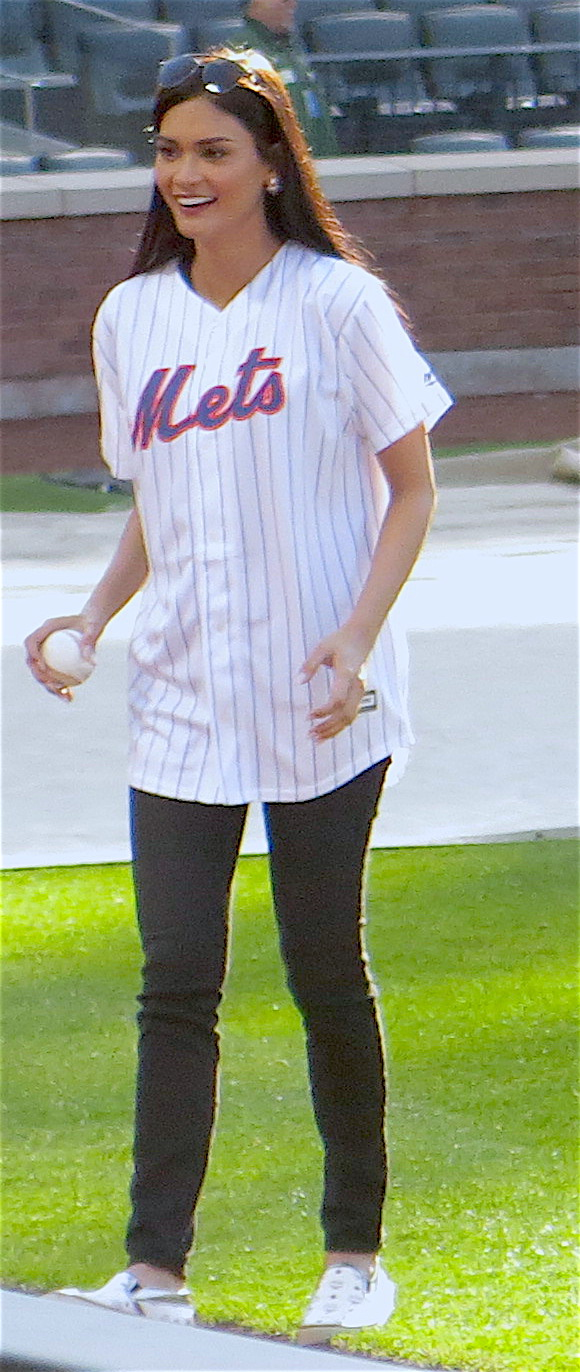
Wurtzbach när hon kastade första bollen för säsongen för New York Mets i april 2016.